# Génération Hit machine
Génération Hit machine est une émission musicale de divertissement, diffusée depuis le 1er décembre 2012, présentée par Derka, cette émission faisait revivre au public les meilleurs moments du Hit Machine, avec les commentaires de stars françaises et internationales telles que Larusso, Shaggy, Nelly Furtado, Claire et Lidy membres des L5 (groupe) ou Dany Brillant.
À partir du 1er mai 2018, la deuxième saison est rediffusée mais présentée par Jérôme Anthony.

## Déroulement des émissions
Chaque numéro de Génération Hit machine revisite une année musicale allant de 1995 à 2008 (correspondant à la période de diffusion du Hit Machine). Concernant les années 1997 et de 2002 à 2006, il y a deux numéros qui y sont dédiées.
Chacun des numéros présente les 20 titres les plus vendus au cours de l'année. Pour les années avec deux numéros, c'est un classement de 40 titres qui est présenté. Il est à savoir que le classement présenté dans l'émission ne reflète pas en totalité celui du SNEP. Chaque partie est entrecoupée en quatre parties égales par des reportages sur différentes tendances musicaux ou un classement présentant les meilleures prestations des artistes au Hit Machine. Ces séquences sont commentées par des stars françaises et internationales telles que Larusso, Shaggy, Nelly Furtado, Claire et Lidy membres des L5 (groupe) ou Dany Brillant, mais aussi par des producteurs (Dove Attia) voire des personnalités n'ayant aucun rapport avec le monde musical (Jérôme Anthony, Cristina Córdula ou Alex Goude).